# Слуга народу (телесеріал)
«Слуга народу» — знятий в Україні комедійний політичний телесеріал виробництва студії «Квартал-95» про історію обрання Президентом України вчителя історії. Головну роль вчителя історії (Василя Голобородька) в серіалі виконав Володимир Зеленський, який згодом справді став Президентом України. Прем'єра першого сезону серіалу відбулася 16 листопада 2015 року на телеканалі 1+1, у грудні 2015 року вийшла остання 24-та серія першого сезону. 23 жовтня 2017 почався показ другого сезону «Слуга народу. Від любові до імпічменту», у листопаді 2017-го — показ останньої 24-тої серії другого сезону.
У листопаді 2017 виконавець головної ролі та продюсер серіалу Зеленський в інтерв'ю газеті «День» заявив, що у творців є бажання створити третій сезон телесеріалу, але в той же час він «не може ні обіцяти, ні гарантувати, ні назвати часові рамки» коли цей третій сезон може з'явитися. Третій сезон («Вибір») було показано під час президентської виборчої кампанії в березні—квітні 2019 року.

## Сюжет
За сюжетом серіалу, вчителя історії Василя Голобородька таємно знімають на відеокамеру, де він лається, критикуючи владу. Потім відео потрапляє на YouTube і набирає дуже велику кількість переглядів. Після цього учитель отримує гроші через краудфандинг своїх учнів і реєструється на президентські вибори. Перемагаючи на них, він стає Президентом країни. Тож, Президентом стає проста, чесна і принципова людина, «один з нас», вчитель історії Василь Голобородько. Несподівано для всіх країна отримує незвичайного, як для корумпованої країни, гаранта конституції: він живе у професорській квартирі на Дарниці разом з батьками і старшою сестрою, позичає до зарплати і користується громадським транспортом.
Голобородько — прізвище, яке носить спільний знайомий «кварталівців». Подібний прийом використовується в багатьох сценаріях «Кварталу»

## Епізоди

### Сезон 1
| № серії | Прем'єра   | Опис серії |
| ------- | ---------- | --- |
| 1—2     | 16.11.2015 | Відеоролик за участю простого вчителя історії Василя Голобородька «підриває» інтернет. Голобородько не соромиться сказати все, що думає про теперішню владу. Несподівано для всіх, а найбільше для нього самого, його обирають Президентом України. |
| 3       | 17.11.2015 | Прокинувшись в ролі Президента, Голобородько помічає, як усі члени його родини починають йому прислуговувати. Але ось приїхала сестра-провідниця, яка зовсім і не в курсі, що її брат — новий Президент України. Тим часом, олігархи починають вивідувати таємниці Василя Голобородька.                                                                                 |
| 4       | 17.11.2015 | Василь готується до інавгурації. Йому допомагає спічрайтер. Колишній хлопець племінниці Президента приходить додому до дівчини разом зі своєю сім'єю. Він хоче посватати її, адже тепер вона родичка Гаранта. |
| 5       | 18.11.2015 | Перший робочий день Президента почався з поїздки на роботу в маршрутці. З ним проїхався і Прем'єр-міністр. Батько Василя вирішує зробити кілька дорогих покупок і пожити «на широку ногу». |
| 6       | 18.11.2015 | Родичі Президента на радощах роблять шикарний ремонт у квартирі і мріють про переїзд у Межигір'я. Голобородько знайомиться з чиновниками і відвідує Верховну Раду. Йому навіть привидівся Че Гевара, який закликав до радикальних заходів. |
| 7       | 19.11.2015 | За наказом Василя всі депутати повинні розвантажити центр і переїхати працювати в будівлі на околиці столиці. Також чиновники повинні пересісти з шикарних бізнес-автомобілів на велосипеди. |
| 8       | 19.11.2015 | Провести відкритий конкурс на заміщення посад міністрів виявилося великою помилкою. Адже конкурс був геть корумпований. Стара влада і олігархи вирішили провести на хлібні місця своїх людей. Президент випадково про це дізнався та вирішив запропонувати посади перевіреним людям, з якими знайомий особисто. Але невідомо, чи підтримають їхні кандидатури депутати. |
| 9       | 23.11.2015 | Перший робочий день команди Голобородька був нелегкий для всіх міністрів без винятку. У Кабміні багато людей, які хочуть їх підставити. Найбільше постраждала глава СБУ, якій підсипали в чай якусь хімічну речовину. |
| 10      | 23.11.2015 | Гарант шокований тим, що трапилося з главою СБУ. Він має намір у всьому розібратися. Тим часом, його команда отримує привабливі пропозиції від «сильних світу цього». Олігархи намагаються підкупити міністрів. Президент, однак, нічого про це не знає. |
| 11      | 24.11.2015 | Міністри все-таки вирішують взяти хабар від олігархів. Деякі з них навіть запитують суми ще більші. У цей же час Прем'єр чудово себе почуває, збираючи прибуток з аграріїв. А ось бюджетники отримують те, що залишилося. |
| 12      | 24.11.2015 | Голобородько вводить податкову реформу. Вона передбачає зниження процентної ставки, а також спрощену схему оплати податків. Щоб роз'яснити свої наміри людям, Президент хоче скористатися ресурсами Міністерства культури. Він просить зняти рекламний ролик, на якому просто і доступно будуть показані всі плюси реформи.                                             |
| 13      | 25.11.2015 | Податкова реформа Голобородько в першу чергу торкнулася його родини, а саме тата. Тим часом, голова Фіскальної служби почав перевіряти чиновників. Він з'ясував, що всі їхні доходи зареєстровані на чоловіків, дружин, братів, батьків тощо. Коли їхні родичі так шикують, самі депутати офіційно туляться в маленьких квартирках.                                     |
| 14      | 25.11.2015 | Завдяки домовленостям дружини Анатолія, Президент приймає рішення скористатися послугами охоронця. Голова Фіскальної служби поговорив з родичами найбагатших чиновників. Це призвело до резонансної справи і змусило олігархів занепокоїтися. |
| 15      | 26.11.2015 | Сестра Президента намагається потрапити в Кабмін і зайняти високу посаду. Але всі міністри відмовляються прилаштувати її у своїх відомствах. Коли в бюджеті з'являються хоч якісь кошти, Голобородько вирішує пустити їх на ремонт київських доріг. |
| 16      | 26.11.2015 | Всі невдачі Президента і його команди зливають у ЗМІ. Один дзвінок здатний викликати бурю незадоволеного народу. Над цим працюють спеціально навчені люди, які не хочуть втратити насиджені місця. |
| 17      | 30.11.2015 | Запустивши кілька реформ, Голобородько фактично оголосив війну олігархам. За Президентом починають стежити. Підлеглі олігархів щосили намагаються знайти похибки в житті Президента, щоб оголосити його злочинцем. Але, як виявилося, скомпрометувати Гаранта не так уже й легко.                                                                                       |
| 18      | 01.12.2015 | Знайти гідну людину на посаду глави Укравтодору не так уже й легко. Роками її займали люди, які розкрадали одну з найважливіших структур в апараті держави. А такі люди нового Гаранта, звичайно, не влаштовують. |
| 19      | 02.12.2015 | Голобородько всіляко намагається викорінити корумповану владу. У цій серії Гаранту дзвонить сама Ангела Меркель, яка помилково повідомляє Президенту приємну новину — Україну вирішили прийняти в Європейський Союз. Але насправді в ЄС приймають Чорногорію. |
| 20      | 03.12.2015 | Президент пропонує «сильним світу цього» подати реальні податкові декларації з правильною кількістю нулів. Голобородько продовжує «пресувати» олігархів. Каста олігархів намагається всіляко вплинути на Президента, проте він не здається. |
| 21      | 07.12.2015 | Реформи Голобородька не до вподоби не тільки народу, але і «трьом китам», які намагаються отримати контроль над владою. Вони пробують домовитися з новоспеченим Президентом, але нічого не виходить. |
| 22      | 08.12.2015 | Президенту слід погасити борги перед МВФ. Він вдається до непопулярних заходів — жорсткого реформування. Така політика глави держави сіє серед народу справжню паніку. |
| 23      | 09.12.2015 | Президент бере участь у політичному ток-шоу. В ефірі програми він говорить про реформування судової системи України. З подачі Голобородько у колишнього начальника Санепідемстанції Києва провели ревізію прямо вдома. Через це стає видно, яке шикарне життя веде чиновник разом зі своєю сім'єю.                                                                      |
| 24      | 09.12.2015 | Ось і підійшли до кінця перші 100 днів правління Голобородько. Нарешті його дії призводять до прогресу. Зміни у владі стають помітними. Президент зміг знайти ті «кнопки», натиснувши на які можна легше і простіше проводити реформи. |

### Сезон 2. Від любові до імпічменту
| № серії | Прем'єра   | Опис серії |
| ------- | ---------- | --- |
| 1—2     | 23.10.2017 | Голобородько прокидається в холодному поту після сну, в якому його зрадили найкращі друзі. Трохи оговтавшись, він швидко заспокоюється, адже це всього лише сон, а в реальності у Президента сьогодні день народження. Але подивившись новини, Голобородько раптом розуміє, що свята не буде, бо в країні стався державний переворот. |
| 3       | 24.10.2017 | Після незабутнього дня народження президента все його друзі зібралися на важливу нараду в його кабінеті. На порядку денному: відсутність доказів проти Юрія Івановича, оскільки банки всіх країн, в які він виводив гроші, відмовляються співпрацювати зі слідством. Раптово нараду перервав візит самого Юрія Івановича, якого привели в кабінет Голобородька для слідчого експерименту. |
| 4       | 24.10.2017 | Нарешті настав той день, коли Україна отримала безвіз. Найбільше радий цій новині, звичайно ж, президент. Вийшовши вранці з дому, Василь Голобородько не зустрічає жодної людини і незабаром розуміє, що всі українці покинули свою Батьківщину в пошуках кращої долі, а справжнім патріотом своєї країни залишився тільки він. Утім, це виявляється сном. |
| 5       | 25.10.2017 | Після засідання Кабінету Міністрів президент розуміє, що настав час змін, і відправляється в департамент розвитку, у якого вже давно є план «із втілення мрії успішної і самодостатньою України». У той же час продовжується суд над Юрієм Івановичем, і сьогодні непідкупний суддя озвучить свій вирок. |
| 6       | 25.10.2017 | Сьогодні важливий історичний день для всієї країни — парламент повинен проголосувати за нового прем'єр-міністра. Ситуація складається так, що олігархи не можуть між собою визначитися з єдиною кандидатурою на цю посаду і запускають серію компрометуючих сюжетів про президента і його оточення на телебачення, щоб він їх не випередив зі своїм кандидатом. |
| 7       | 26.10.2017 | Світова криза торкнулася навіть МВФ, тому в Східній Європі кредит може отримати тільки одна країна з двох: Україна чи Греція. Але для цього країни повинні показати свою жорстку позицію в питанні корупції. Греки вирішують посадити своїх олігархів у тюрму. Україні потрібно щось побільше, тому місцеві олігархи вирішують заарештувати головного корупціонера, яким виявився колишній президент. |
| 8       | 26.10.2017 | Для отримання кредиту від МВФ Україна повинна виконати обов'язкові умови та прийняти цілий пакет антикорупційних законів, за які вперто не хочуть голосувати депутати Верховної Ради. У президента є всього 2 дні, щоб переконати депутатів проголосувати за необхідні для країни закони. |
| 9       | 30.10.2017 | Після візиту президента до Юрія Івановича в тюрмі, Василь Голобородько робить пропозицію, від якого колишній прем'єр-міністр не може відмовитися і погоджується дати показання проти олігархів у суді. |
| 10      | 30.10.2017 | До Львова прилітає делегація з МВФ для підписання остаточної угоди по кредиту. Здавалося б, ніяких труднощів не мало виникнути, адже Рада проголосувала за необхідні для країни закони, і потрібно всього лише особиста присутність президента. Та в такий відповідальний момент він вирішує не їхати до Львова, а відправляється в турне по країні з компроматом на олігархів. |
| 11      | 31.10.2017 | Щоб посварити олігархів між собою і отримати заповітний кредит, Василь Петрович Голобородько відправляється до Харкова на зустріч з губернатором з єдиною метою: переконати його змінити банк Ройзмана на банк Маматова. Зустріч не дала потрібного результату, і президент знову йде до Юрія Івановича, у якого є запасний план. |
| 12      | 31.10.2017 | Замість обіцяного візиту до Сум президент відправляється в Запоріжжя і розкриває пресі ряд корупційних схем, після чого перед безліччю камер дякує за дану інформацію журналістові Сергію Бірюкову, що працює на Ройзмана. Олігархи розуміють, що всі ці події далеко не випадковість, і обіцяють влаштувати Василю Петровичу «теплий прийом» у Запоріжжі. |
| 13      | 01.11.2017 | Голобородько продовжує розкривати схеми олігархів, створюючи їм нові проблеми. Ті «гризуться» між собою, позбавивши ліцензії один із телеканалів і влаштувавши збій приватизованих мобільних операторів і банківських систем. Україна впадає в глобальну кризу, але потім і це виявляється лише сном Голобородька. Нацьковані Маматовим «тітушки» ганяють президента й Чуйко по всьому Запоріжжю. У гонках Голобородько доводиться переодягатися в Вєрку Сердючку і «відстрілюватися» тортиками. |
| 14      | 01.11.2017 | Юрій Іванович знаходить довгоочікувану свободу, виконавши свої зобов'язання перед президентом. Голобородько зустрічається з делегацією МВФ для прийняття її вимог, але коли він почув, що вимагає від України комісія, її посилають «у дупу». |
| 15      | 02.11.2017 | Україна проганяє кредиторів і не отримує транш у 15 мільярдів, через що ризикує втратити свою репутацію на міжнародному рівні. Для виходу із кризи президент пропонує на посаду прем'єр-міністра свою людину, при цьому шантажує лідерів головних фракцій Верховної Ради достроковим розпуском. |
| 16      | 02.11.2017 | Олігархи хочуть позбутися президента якнайшвидше і з найменшими втратами для себе, тому на спільній раді вирішують влаштувати для Голобородька імпічмент. Для цього вони кидають усі сили на пошуки Юрія Івановича, щоб отримати компромат. Водночас президент завдає удару у відповідь і спецслужби заарештовують Ройзмана. |
| 17      | 06.11.2017 | Президент заявив, що йде у відставку, а Суріков тим часом стає прем'єр-міністром. Голова СБУ та міністр закордонних справ теж хочуть піти з посади. Родина Голобородька намагається вивести його з депресії. Починається передвиборча боротьба за крісло глави держави, у президенти йде навіть бджола. |
| 18      | 07.11.2017 | Боротьба за крісло президента у самому розпалі, депутати знімають передвиборчі агітаційні ролики, при цьому дехто з них навіть не знає української мови. Голобородько вирішив також іти на вибори. Але грошей для кампанії немає, і жоден банк не дає йому потрібного кредиту на 2 мільйони. |
| 19      | 08.11.2017 | Ярослав Худоб'як лідирує у передвиборчій кампанії. Втім, Голобородьку вдається зібрати потрібні гроші за допомогою Сурікова, тож далі він звертається до політтехнолога за допомогою. Абсурдність пропонованих рекламних роликів дивує не лише Голобородько, а й його команду. |
| 20      | 09.11.2017 | Олігархи не розуміють хто спонсорує кандидата в президенти Нестора Дяченка. А боротьба серед кандидатів розпочається ще й на релігійному рівні. Голобородько знімає ще один рекламний ролик та готується до дебатів. Ось тільки гроші на кампанію раптово кудись зникли. |
| 21      | 13.11.2017 | Голобородько відправив гроші з передвиборчої кампанії в інновацію — пішохідний перехід із підсвічуванням. Назар Добрийвечір має влаштувати з Голобородьком бійку, але Василь на дебати не з'явився, і Назар зчепився з Ходоб'яком. Вчинок Голобородька йде йому на користь — він виходить у лідери. |
| 22      | 14.11.2017 | Суріков знайшов компромат на інших кандидатів у президенти та хоче співпрацювати з Голобородьком. На дебатах Василь викриває тих, хто фінансував кампанії Карасюка, Худоб'яка, Добривечора та Борисенка. Олігархи шукають нові шляхи зниження рейтингів Голобородька. Проти нього висувають іншу «просту людину з народу» — лікаря Тищенка, і готують наклеп з використанням двійника. |
| 23      | 15.11.2017 | Аферу олігархів розкрито. Маматова заарештовано за звинуваченням у підготовці вбивства Голобородька. Борисенко знімається із виборів на користь Карасюка. Суріков представляє Немчуку компромат на Карасюка і той також знімається з виборів, віддаючи свої голоси на користь Сурікова. В свою чергу Суріков відновлює переговори з МВФ про кредит і досягає успіху, чим отримує підтримку виборців. |
| 24      | 16.11.2017 | Оля намагається знайти компромат на Сурікова, але невдало. Несподівано на допомогу у цьому питанні приходить Немчук, викинувши в ефір компромат щодо умов угоди з МВФ. За два дні до виборів в ефірі телепередачі «Діалог» мають відбутися дебати між Голобородьком та Суріковим. Але замість Сурікова на дебати виходить Юрій Іванович, який розповідає правду про свій порятунок, тим самим виставивши Голобородька злочинцем в очах громадськості. Трохи згодом він визнає, що колишній президент симпатичний йому і пояснює глядачам правду про те, що спонукало Голобородька вчинити посадовий злочин. За підсумками виборів Суріков лідирує з результатом, що майже вдвічі перевищує результат Голобородька. Але народ не вірить результатам виборів. |

### Сезон 3. Вибір.
| № серії | Прем'єра   | Опис серії |
| ------- | ---------- | --- |
| 1       | 27.03.2019 | Сезон починається за 20 років у майбутньому на уроці історії, де молодий вчитель розповідає як же Голобородько врятував Україну від олігархів і привів її до процвітання. Василій Голобородько опиняється у тюрмі, у той же час Дмитро Суріков захоплює владу. Новий президент організовує грандіозну аферу щодо придбання вугілля у ПАР та летить до Таїланду. Люди, дізнавшись про це, виходять на протести, але їх розганяють. Колеги Сурікова зраджують його. Розпочинається «Молочна революція». Тим часом попередні міністри звертаються до ЄС з проханням визволити Голобородька. |
| 2       | 27.03.2019 | Після «Молочної революції» президентом України стає жінка Жанна Борисенко, проте її обіцянки як олігархам, так і простим українцям, виявляються порожніми. Це призводить до загалом шести «Майданів», влада зрештою переходить до «Військово-національної дружини» на чолі з Бориславом Костюком, але й це завершується провалом. Кожна область України стає окремою державою. |
| 3       | 28.03.2019 | Василь Голобородько лишається єдиною людиною, що справами довела можливість позитивних змін. Його знову обирають президентом і він мусить справдити очікування народу. Голобородько опиняється на уявному «суді» колишніх правителів України, де розуміє, що повинен робити. Але для цього доведеться поговорити в правителями всіх 28-ми українських квазідержав. В Україні зрештою настає утопія: олігархів приборкано продажем кримінальних справ проти них на аукціоні; мовне питання вирішено синхронними перекладачами; області поєднуються «вічними» бетонними дорогами. Всі українці діляться заощадженнями, складаючи на Майдані Незалежності величезну купу золота, що йде на здійснення мрії про Україну, котра більше ніколи не буде країною «третього світу». |

## Актори
| Роль                          | Актор / Актриса      | Примітка |
| ----------------------------- | -------------------- | --- |
| Василь Петрович Голобородько  | Володимир Зеленський | Президент України до 16 серії 2 сезону, у минулому — вчитель історії                                                    |
| Юрій Іванович Чуйко           | Станіслав Боклан     | Прем'єр-міністр України, голова корупційної схеми, заарештований у прямому ефірі політичного ток-шоу                    |
| Сергій Мухін                  | Євген Кошовий        | Міністр закордонних справ України, однокласник Василя, у минулому — актор                                               |
| Ольга Юріївна Міщенко         | Олена Кравець        | Колишня дружина Василя Голобородька, Голова Національного банку України                                                 |
| Михайло Іванович Санін        | Юрій Крапов          | Голова Фіскальної служби, однокласник Василя, наречений сестри Президента Світлани                                      |
| Мікаель Ашотович Тасунян      | Міка Фаталов         | Голова Служби безпеки України                                                                                           |
| Іван Андрійович Скорик        | Олександр Пікалов    | Міністр оборони України, однокласник Василя, капітан ЗСУ                                                                |
| Оксана Сковорода              | Ольга Жуковцова      | помічниця міністра закордонних справ                                                                                    |
| Петро Васильович Голобородько | Віктор Сарайкін      | Батько Василя Голобородька                                                                                              |
| Світлана Петрівна Сахно       | Катерина Кістень     | Сестра Голобородька, у минулому — провідник (залізничний службовець), наречена голови Фіскальної служби Михайла Саніна  |
| Марія Стефанівна Голобородько | Наталія Сумська      | Мама Василя Голобородька, медпрацівник                                                                                  |
| Наталя                        | Анна Кошмал          | Племінниця Василя Голобородька                                                                                          |
| Помічник (спічрайтер)         | Степан Казанін       | Помічник Василя Голобородька                                                                                            |
| Белла Рудольфівна             | Валентина Іщенко     | Секретар Василя Голобородька                                                                                            |
| Анна Михайлівна               | Галина Безрук        | Радник Президента з загальних питань, коханка Василя, спільник олігархів, у минулому — спеціаліст Департаменту розвитку |
| Толя                          | Георгій Поволоцький  | начальник охорони |
| Дмитро Васильович Суріков     | Дмитро Суржиков      | Прем'єр-міністр України, у минулому голова наглядової ради Національного банку                                          |

### Другорядні ролі
- режисер серіалу Олексій Кирющенко — Сергій Павлович, експрезидент
- Тетяна Печонкіна — Ніна Єгорівна Третьяк, колишня вчителька Голобородька, колишня глава СБУ
- Юрій Гребельник — Андрій Миколайович Немчук, олігарх / Плутарх
- Олексій Вертинський — Сергій Сюсельдорф, дизайнер (5-та серія) / Людовик XVI (20-та серія)
- Олег Масленников (1-й сезон), Володимир Горянський (2-3-й сезони) — Рустем Ашотович Маматов, олігарх
- Олена Бондарева-Рєпіна — Раїса Андріївна, директор школи
- Олексій Смолка — Сергій Леонідович Карасюк, лідер фракції «Визволителі»
- Анастасія Карпенко — Яна Клименко, опозиційний журналіст
- Михайло Аугуст — Андрій Володимирович Яковлєв, міністр культури
- Дмитро Оськін — Михайло Семенович Ройзман, олігарх
- Віталій Іванченко — Віталій Романченко, голова фракції «Добробут»
- Рінат Хабібулін — Діма, син Василя
- Олександр Данильченко — Микола Павлович Пилипенко, начальник ЖЕКу
- Олександр Ігнатуша — суддя, чернець Себастьян
- Назар Задніпровський — мер, пізніше гетьман Запоріжжя
- Андрій Романій — Андрій Орлик, ведучий політичного ток-шоу
- Дмитро Меленевський — охоронець Карасюка

### Знімальна група
- Ідея: Володимир Зеленський, Андрій Яковлєв, Олексій Кирющенко, Сергій Шефір, Борис Шефір
- Автори сценарію: Андрій Яковлєв, Олексій Кирющенко, Юрій Костюк, Юрій Микуленка, Дмитро Григоренко, Михайло Савін, Дмитро Козлов, Олександр Брагін
- Режисер-постановник: Олексій Кирющенко
- Оператор-постановник: Сергій Кошель
- Художник-постановник: Вадим Шинкарьов
- Композитор: Андрій Кирющенко
- Саундтрек: Дмитро Шуров, Потап і Настя
- Художник-гример: Ніна Кремешна-Лавриненко
- Художник по костюмах: Вероніка Яценко
- Виконавчий продюсер: Віктор Яриш
- Креативний продюсер: Юрій Костюк
- Продюсери: Володимир Зеленський, Борис Шефір, Сергій Шефір, Андрій Яковлєв, Олексій Кирющенко

| Роль                          | Актор/Актриса        | Сезони      | Сезони      | Сезони   |
| Роль                          | Актор/Актриса        | 1 (2015)    | 2 (2017)    | 3 (2019) |
| ----------------------------- | -------------------- | ----------- | ----------- | -------- |
| Голобородько Василь Петрович  | Володимир Зеленський | Головний    | Головний    | Головний |
| Юрій Іванович Чуйко           | Станіслав Боклан     | Головний    | Головний    | Головний |
| Сергій Вікторович Мухін       | Євген Кошовий        | Головний    | Головний    | Головний |
| Ольга Юріївна Міщенко         | Олена Кравець        | Головний    | Головний    | Головний |
| Михайло Іванович Санін        | Юрій Крапов          | Головний    | Головний    | Головний |
| Микаель Ашотович Тасунян      | Михайло Фаталов      | Головний    | Головний    | Головний |
| Іван Андрійович Скорик        | Олександр Пікалов    | Головний    | Головний    | Головний |
| Петро Васильович Голобородько | Віктор Сарайкін      | Головний    | Головний    | Головний |
| Світлана Петрівна Сахно       | Катерина Кістень     | Головний    | Головний    | Головний |
| Марія Стефанівна Голобородько | Наталія Сумська      | Головний    | Другорядний |          |
| Оксана Сковорода              | Ольга Жуковцова      | Другорядний | Головний    | Головний |
| Толя                          | Георгій Поволоцький  | Другорядний | Головний    | Головний |
| Дмитро Васильович Суріков     | Дмитро Суржиков      | Другорядний | Головний    | Головний |

## Створення
Написання сценарію почалося влітку 2014 року, хоча сама ідея була у студії «Квартал 95» вже досить давно.
Його знімали в Києві в різних локаціях: дворах дев'ятиповерхівок, торгових центрах, ВДНГ і колишній резиденції Януковича — Межигір'ї.

### Кіноадаптація «Слуга народу 2»
Навесні 2016 року режисер серіалу Олексій Кирющенко повідомив, що планується почати зйомки повнометражного художнього фільму «Слуга народу 2», за мотивами сценарію другого сезону «Слуги народу». За його ж словами прем'єра фільму готувався на початок 2017 року. З літа 2016 зйомки проходили в різних містах України. Одразу після повного метру планувалося зробити 24 серії вже відомого серіалу.
Студія «Квартал 95» подавала у Держкіно заявку на підтримку своїх проєктів у розмірі 50 млн. ₴, з яких 15 млн. ₴ на вказаний повнометражний фільм, 35 млн. ₴ на мультфільм «Повернення Гуллівера». Після скандалу у Юрмалі вона відмовилась від пітчингу.

## Просування
За день до виборів, 24 жовтня 2015 року, в День тиші на вулицях столиці було встановлено намети «Народного президента» Голобородька. В рамках цієї акції промоутери роздавали киянам листівки з різними гаслами, такими як «настукають чиновникам за пільгами», «надаю депутатам по мандатам», «люструю по самі попередники», «Кортежі — на …», «Щоб простий вчитель жив, як президент, а президент, як учитель».
Політична комедія «Слуга народу» стала найбільш рейтинговим серіалом українського телебачення за підсумками 2015 року.
Серіал був лідером телеперегляду на каналі «1+1» за усіма авдиторіями, в тому числі за комерційною авдиторією 18-54 років. В Україні його подивилися більше 20 млн глядачів. А на офіційному Youtube-каналі «Кварталу 95» — 98 млн осіб.
«Слугу народу» купили телеканали Естонії і Казахстану. Так, на початку року український серіал почав виходити на естонському телеканалі ETV +. Причому показували його в прайм-таймовім слоті (о 20:30) після основного випуску новин. Крім того, серіал купили кілька онлайн-платформ.
«Студія Квартал-95» продала права на показ серіалу «Слуга народу» платформі Netflix.
Переговори з американською компанією вела шведська дистриб'юторська компанія Eccho Rights, з якою студія «Квартал 95» займається спільним просуванням своїх фільмів і програм. Через цю компанію «Квартал 95» укладала угоду з продажу формату серіалу американської компанії FOX Studios. Це був перший випадок, коли вітчизняний формат серіалу, придуманий і реалізований в Україні, йшов на експорт у США. Раніше права на адаптацію серіалу «Нюхач» компания Film.ua продала в Японію і Францію.
У бібліотеці Netflix «Слуга народу» з'явився 2016 року з англійськими субтитрами. Для адаптації гумору і змісту в цілому компанія вдається до послуг власних перекладачів, повідомляє студія «Квартал 95».

### Продовження
Кіноадаптація серіалу «Слуга народу 2» була випущена в 2016 році. Другий сезон використовував кадри з фільму, щоб розширити його сюжет, і був випущений в 2017 році, вносячи фільм в основну продовження серіалу. Третій сезон вийшов у 2019 році.

## Сприйняття

### Рейтинги
На агрегаторі оцінок Metacritic серіал має середню оцінку критиків 87 балів зі 100. На IMDb середня оцінка складає 7,2/10.
За результатами переглядів першої серії «Слуги народу» назвали лідером телеслота і найрейтинговішим телепродуктом осіннього сезону (рейтинг — 10,4 %, частка — 26 % за авдиторією 18-54, Україна). Наступний день ефіру також впевнено вивів серіал в TOP-програм, випередивши за рівнем популярності трансляцію футбольного матчу плей-оф кваліфікації до Євро-2016 між збірними Словенії та України (рейтинг четвертої серії — 9,9 %, частка — 24,9 % за авдиторією 18-54, Україна).
Серіал став одним із найуспішніших продуктів осіннього сезону 2015 року і очолив ТОП розважальних і художніх телепродуктів. «Слуга народу» впевнено закріпив позицію лідера слота, помітно випереджуючи продукти інших телеканалів.
За весь час показу серіал переглянуло 20 млн українців за авдиторією 4+, вся Україна. Середні показники основного показу телесеріалу склали: рейтинг — 8,1, частка — 20,4 % (18-54, Україна).

### Відгуки
Ярослав Підгора-Гвяздовський у «Детекторі медіа» відгукнувся, що «Перший сезон „Слуги…“, датований 2015 роком, став телевізійною бомбою — „порвав“ авдиторію і всі телеканали». Другий сезон доволі шаблонний, але має цікаву інтригу з компроматом. На думку видання, «Весь цей театр абсурду насправді не театр і не абсурд. Це великого градуса сатира, ба навіть точніше — памфлет, поданий у формі буфонади й комедії положень. А висота його градусу вимірюється актуальністю й ситуаційністю, оскільки за кожним із персонажів визирає цілком реальний і дуже навіть упізнаваний політик». Зазначалося, що в серіалі є дотепні та сміливі жарти, а загальна якість виконання зробила його найкращим українським серіалом, особливо у порівнянні зі «стандартизованим шлаком», який продукує канал «1+1». Але в країні, де триває війна, подібний памфлет утримується тільки завдяки покровительству політиків, а другий сезон, у порівнянні з першим, перетворився з «бомби на гармату-лайномет» проти політичних опонентів.
Павло Казарін в інтернет-виданні «Українська правда» стверджував про «Слугу народу»: «Картинка цієї кінореальності підкупає простою. Протести — справа рук олігархів. Західні донори рвуть країну на частини. Щоб позбутися від „тиску МВФ“, звичайні громадяни скидаються особистими коштовностями. Тема вторгнення фактично відсутня. Фактор Росії — також. Всі противники головного героя — корупціонери та злодії». Та головна проблема полягає в тому, що «масовий глядач чекає від Зеленського чудес. Тих, що обіцяв з екрана його телеаватар. І коли не виявляє обіцяного, розчаровано відвертається […] На наших очах українська мрія про майбутнє обростає метастазами популізму та безвідповідальності».
Шон О'Грейді з британської газети «Independent» писав, що «Слуга народу» цікавий перед усім як серіал, що «збувся», адже Володимир Зеленський дійсно став президентом України. Серіал характеризувався як «жвавий, сатиричний, суперечливий, приземлений та чесний». На думку критика, «приходячи до влади, наш герой починає на власні очі бачити, що саме не так з тим, як керували урядом: більш-менш те, що сталося „насправді“, коли Зеленський прийшов нізвідки, щоб бути обраним президентом України у 2019 році», тому «Слуга народу» «здобув собі місце в історії культури».
Як писав Кріс Бенніон з «Telegraph», «Сатиру серіалу знайти неважко. Голобородько — порядна, чесна людина — хоча й недалека та дещо нерозумна — у системі, настільки корумпованій, що першим обов'язком нового президента є вибрати собі дизайнерські цяцьки». Критик відгукувався, що «Дивитися серіал зараз сюрреалістично […] не лише тому, що історія Голобородька дивовижним чином відображає історію Зеленського (політичну партію Зеленського називають „Слуга народу“), а й через чудову знімки яскравого, поцілованого сонцем, галасливого Києва», що нагадує про те, якою була Україна до війни.
Скотт Гайнс у американському інтернет-виданні «Decider» зробив висновок, що сатира на українську політику, як не дивно, виявилася зрозумілою західним глядачам. «Сатира уїдлива, але універсальна, і немає потреби в букварі про українське політичне життя, щоб зрозуміти, що відбувається в цьому чудовому шоу». Водночас він підкреслив: «Нерозумно думати, що можна подумки вирватися з нашого теперішнього політичного болота, подивившись шоу, безпосередньо пов'язане з ним».

### Звинувачення серіалу в українофобії
Частина української громадськості та культурних діячів вважає серіал українофобським, критикуючи серіал за домінування російською мови й як наслідок мовну шизофренію та подекуди антиукраїнський вміст серіалу. Зокрема, український журналіст Вадим Єрченко розкритикував сюжет серіалу назвавши його «серіалом-популістом». Політолог Валерій Майданюк, професор кафедри української мови Києво-Могилянської академії Лариса Масенко та журналістка телеканалі ZIK Тетяна Кузьмінчук розкритикували серіал за його переважно російськомовність, що як наслідок виливається у «мовну шизофренію». Так, Майданюк як «приклад мовно-шизофренічності серіалу» згадав, що президент та вся політична верхівка у серіалі виключно російськомовні, а «українську мову та культуру зображено як якийсь маргінальний аборигенський фольклор на тлі російської мови», Масенко вказує на епізод, де головний герой збирається читати промову українською, а потім каже (російською): «Ні. я залишуся собою, буду говорити російською», а Кузьмінчук зазначила, що у серіал «українську [мову] вплели лише в маленькі епізоди шароварного ґатунку».
Журналістка Тетяна Савків як приклад українофобськості серіалу, наводить одну з серії серіалу де головний герой, президент України (Володимир Зеленський) цитує Петра Столипіна: «Але знайте, я щасливий померти за свого царя. Так в 1911 році в театрі „Опери і балету“, був вбитий Петро Аркадійович Столипін», а український письменник Сашко Лірник наводить як приклад українофобськості «одкровення головного героя про хохлів», хоча сам казкар написав: «Уточнюю, хто не зрозумів. Мова не про цей конкретний фільм чи епізод, а про загальний підхід до „українського питання“ в творчості „гумористів“».

### Звинувачення в дискримінації людей з особливими потребами
6 квітня 2019 перший віцеспікер Верховної Ради Ірина Геращенко заявила, що кандидат в Президенти України Володимир Зеленський не вибачився перед людьми з синдромом Дауна, людьми з особливими потребами, з іншою сексуальною орієнтацією за «нетолерантні висловлювання на їх адресу». За її словами, на 55 хвилині 21 секунді першої серії телесеріалу «Слуга народу — 3», в образливому контексті вжито слова «дебіли», «олігофрени» і «дауни». Вона додала, що, оскільки родини дітей з інвалідністю не отримали протягом 24 годин публічних вибачень, вона разом з колегами-депутатами підготували низку запитів до Уповноваженої Верховної Ради України з прав людини Людмили Денісової, Національної ради України з питань телебачення і радіомовлення, Міністерства внутрішніх справ України та міністра Арсена Авакова з вимогою порушити кримінальну справу за фактом дискримінації людей з особливими потребами, розпалюванні ворожнечі і ненависті до людей з особливими потребами.
8 квітня 2019 автори серіалу вибачилися за слова «олігофрени», «дауни», «дебіли», які вживалися в третьому сезоні серіалу. За словами авторів серіалу, вони «в жодному разі не хотіли образити людей з особливими потребами, їх рідних і близьких».

## Використання в передвиборчій агітації
Третій сезону серіалу вийшов безпосередньо перед першим туром виборів Президента України 2019. Співголова Ради Реанімаційного пакета реформ, директор Центру демократії і верховенства права, юрист Тарас Шевченко у своєму блозі навів аргументи «чому серіал Слуга народу є агітацією», але підкреслив, що показ серіалу безпосередньо перед виборами мав і комерційну мету та був створений задовго до виборчої кампанії.
Комітет виборців України звернувся до Володимира Зеленського з вимогою оплатити трансляцію серіалу «Слуга народу-3» як політичну рекламу. Кандидата в президенти Володимира Зеленського звинуватили у порушенні Закону «Про вибори Президента України».

## Нагороди
У 2016 році «Слуга народу» був нагороджений на міжнародних фестивалях в США, Німеччині та Південній Кореї. У тому числі став лауреатом міжнародної кінопремії WorldFest Remi Award і номінантом на Seoul International Drama Awards.

## Вплив

### 2019 рік
Пізніше Зеленський відобразить зростання політичної влади свого персонажа, коли його оберуть президентом України в 2019 році. Після оголошення про перемогу Зеленський вийшов на сцену свого передвиборчого штабу під час звучання теми шоу.

### 2022 рік
Після російського вторгнення в Україну у 2022 році та керівництва Зеленського під час війни популярність шоу значно зросла. Права на трансляцію запитували різні іноземні компанії. 16 березня Netflix оголосив, що перший сезон серіалу знову буде доступний для стримерів у США через великий попит.  16 травня Netflix додав 2 і 3 сезони.

## Цікаві факти
- На роль прем'єр-міністра розглядали більше двадцяти акторів[12]

- Інавгурацію президента знімали у столичному Будинку вчителя за участю трьохсот акторів масових сцен. І так сталося, що під час цього знімання один з них знепритомнів. Так само, як це трапилося з солдатом почесної варти на реальній інавгурації Петра Порошенка[12].
- Телеканал 1+1, з яким тісно співпрацював Володимир Зеленський, стверджує, що Володимир, як і його персонаж Василь Голобородько, любить їздити на велосипеді. Гуморист намотує кола навколо свого приміського будинку. Нерідко разом з донькою Олександрою[12].
- Ненормативний «крик душі» Василя Голобородька, який зняв на відео учень 10-Б, вийшов в ефір «запіканим», однак незадовго до прем'єри був викладений у мережу в оригіналі[12].
- У 2017 році було зареєстровано (перереєстровано з «Партії рішучих змін») однойменну політичну партію, головою якої є Іван Баканов.
- 21 квітня 2019 — Зеленського в другому турі обрано Президентом України[57].